# Герасимов Сергій Аполлінарійович
Сергій Аполлінарійович Герасимов (рос. Серге́й Аполлина́риевич Гера́симов; 21 травня (3 червня) 1906 — 1985, Москва, Російська РФСР) — радянський кінорежисер, сценарист, актор і педагог, лауреат Ленінської (1984), трьох Сталінських премій (1941, 1949, 1951) і Державної премії СРСР (1971). Герой Соціалістичної Праці (1974). Народний артист СРСР (1948). Член КПРС з 1943 року.

## Біографія

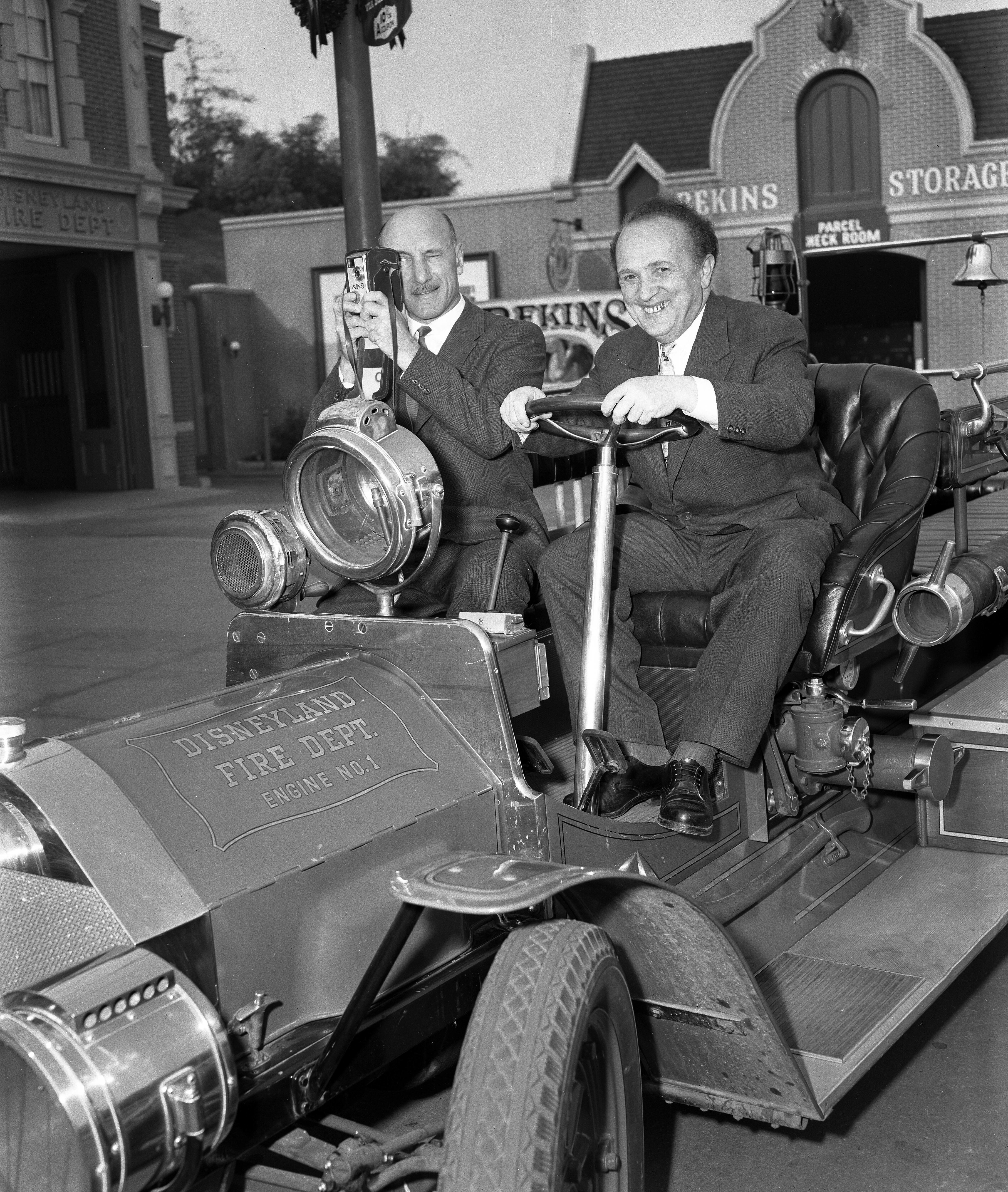
Сергій Герасимов та Георгій Мдівані

Сергій Герасимов народився 21 травня (3 червня) 1906 року в станиці Кундравінській Троїцького повіту Оренбурзької губернії (нині село в Чебаркульском районі Челябінської області). У 1923—1925 роках навчався в Ленінградському художньому училищі. У 1928 році закінчив Ленінградський державний інститут сценічного мистецтва.
У кіно дебютував як актор у фільмі «Ведмедики проти Юденича» (1925), в якому грав роль шпику. Перші роки акторської діяльності Герасимова проходили в майстерні «ФЕКС» (Фабрика ексцентричного актора). Знімався у фільмах режисерів Г. Козінцева і Л. Трауберга в ролях: Чиновника («Шинель», 1926), Медокс («С. В. Д.», 1927), Журналіста («Новий Вавилон», 1929), Голови сільради («Одна», 1931), а також у фільмах режисерів Ф. Ермлера — Меншовик («Уламок імперії», 1929), В. Пудовкіна — 2-й бонза («Дезертир», 1933) та інших.
Режисерським дебютом Герасимова був фільм «Двадцять два нещастя» (1930, спільно з С. Бартеневим); потім він поставив фільм «Серце Соломона» (1932, сценарій спільно з М. Кресіним), «Чи люблю тебе?» (1934, сценарист Герасимов, у головній ролі Тамара Макарова).
У майстерні «ФЕКС» Герасимов пройшов школу ексцентричного актора. У своїх перших ролях проявив себе як актор переважно гротескового плану, майстер гострого, графічно чіткого малюнка образу. Надалі, не залишаючи повністю акторської роботи, Герасимов займався переважно режисурою, у багатьох своїх фільмах виступаючи і як сценарист. Велике місце у творчій біографії Герасимова займала педагогічна робота, він керував акторською майстернею на кіностудії «Ленфільм». У педагогічній практиці з виховання кіноакторів і в режисерській роботі Герасимов, спираючись на досвід реалістичної прози, шукає власні шляхи в кіномистецтві. Своєрідність дарування Герасимова виявилася повною мірою в його першому звуковому фільмі «Семеро сміливих» (1936, сценарій Герасимов спільно з Ю. Германом). Герасимов працював над цим фільмом з вихованим в його майстерні колективом молодих акторів (Тамара Макарова, Петро Алейников та інші)
Вже в цьому фільмі Герасимов проявив себе режисером-педагогом, що втілює свої задуми через поглиблену роботу з акторами. У фільмі «Семеро сміливих» створено колективний портрет радянської молоді, розкриті характери в повсякденній життєвій практиці. Глибоке проникнення в життя радянської молоді, документальна достовірність її зображення, високий громадянський пафос у поєднанні з гранично докладною розповіддю про характер кожного героя — всі ці риси були властиві й фільму «Комсомольськ» (1938), поставлений Герасимовим за власним сценарієм, написаним спільно з 3. Маркіною і М. Вітухновсктм. Цей фільм розповідав, як у нелегкій праці і побут ростуть і загартовуються характери молодих будівельників, комсомольців 1930-х років, що закладають нове місто в далекій тайзі. Значною роботою Герасимова у передвоєнному кіно був фільм «Учитель» (1939; Сталінська премія 1941). Автор сценарію і режисер — С. Герасимов, головний оператор — В. Яковлєв.
Надаючи великого значення спадщині російської і світової культури для духовного розвитку радянської людини, Герасимов поставив фільм «Маскарад» (1941, сценарій Герасимова), що стоїть трохи осторонь в його творчості. Картина, відтворює романтичний пафос драми Лермонтова, яка трактувалася режисером як трагедія обманутої довіри, вона відрізнялася високою режисерською та акторською культурою (Арбенін — Микола Мордвинов). Однією з найзначніших акторських робіт у цьому фільмі було виконання Герасимовим ролі Невідомого.
У роки німецько-радянської війни Сергій Герасимов брав участь у створенні Бойової кінозбірки № 1 (1941), поставив фільми «Непереможні» (1943, спільно з М. Калатозовим) і «Велика земля» (1944), що розповідають про героїчну боротьбу радянських людей на фронті і в тилу.
У 1944—1946 роках Герасимов очолював Центральну студію документальних фільмів. У 1944 році Герасимов повертається до педагогічної роботи, він керує об'єднаною режисерською та акторською майстернями у ВДІКу. Працюючи зі студентами, Сергій Герасимов все більше стверджується в думці про близькість мови сучасного кіно до мови реалістичної прози. Герасимов здійснив зі своїми учнями, у формі своєрідного кіноспектакль, постановку роману О. Фадєєва «Молода гвардія» (Театр-студія кіноактора). На основі цієї вистави, в 1948 році, був поставлений фільм «Молода гвардія» ([Сталінська премія], 1949). Монументальний за формою, суворий з художнього колориту фільм малює героїчну боротьбу комсомольського підпілля, керованого партією більшовиків. Попри те, що початковий варіант роману і сценарію фільму піддався серйозній критиці вищого партійного керівництва (особисто Й. Сталіна) за недооцінену роль партії в організації антифашистського підпілля, фільм зрештою був удостоєний Сталінської премії.
Спільно з кіноработнікамі КНР Герасимов створив документальний фільм «Звільнений Китай» (1950; Сталінська премія, 1951), в 1952 році поставив фільм «Сільський лікар» про людей радянського села. У 1956 році, за сценарієм Герасимова поставлений фільм «Дорога правди» (режисер Я. Фрід), в 1958 році фільм «Пам'ять серця» (режисер Тетяна Ліознова).
Наприкінці 1950-х років Герасимов створив одне з найзначніших творів радянського кіно того періоду — фільм «Тихий Дон» (3 серії, 1957—1958) за мотивами однойменного роману М. Шолохова. Фільм вирішено у жанрі народної драми, він передає високу правду людських характерів, народжену в зіткненнях революційної боротьби. Автор сценарію і режисер С. Герасимов, головний оператор В. Рапопорт. Фільму (1-я серия) присуджено премію за колір на Міжнародному кінофестивалі в Брюсселі (1958), 3-ї серії фільму присуджена Велика премія на XI Міжнародному кінофестивалі в Карлових Варах (1958), 1-ша премія і премія за режисуру на I Всесоюзному кінофестивалі у Москві (1958).
Герасимов продовжив роботу над жанром кінороману; в 1962 році він закінчив двосерійний фільм «Люди і звірі», що охоплює події епічного масштабу і життя багатьох людей, які є їх учасниками. Фільм розповідає про важкому шляху колишнього радянського офіцера, що залишилося після фашистського полону за кордоном і повернувся після тривалої відсутності на батьківщину. Герасимов грав у цьому фільмі роль емігранта князя Львова-Щербацького.
Творча діяльність поєднувалась із великою педагогічною роботою у ВДІКу, де він вів об'єднану режисерську і акторську майстерню, керував кафедрою режисерської та акторської майстерності. Серед його учнів режисери та актори: Сергій Бондарчук, Лев Куліджанов, Тетяна Ліознова, Інна Макарова, Нонна Мордюкова, Микола Рибников, 3інаїда Кирієнко, Жанна Болотова та багато інших. Був також художнім керівником творчого об'єднання московської кіностудії ім. Горького. Виступав і як драматург — він автор п'єс «Учитель» (1939) і «Наші дні» (1940) та епізодично як театральний режисер.